# Värdetransportör
Värdetransportör är en rättsteknisk beskrivning av en person som transporterar värdeföremål. Dessa är oftast väktare med en speciellt utbildning för värdetransporter. Det finns även kommunalanställda och butiksanställda värdetransportörer utan väktarutbildning. Värdetransportörer har ett lönepåslag som kallas värdetransporttillägg. Detta tillägg är inte ett risktillägg, utan ett tillägg för att väktarna bär tungt.

## Andra tjänster
- Service av uttagsautomater
- Eskortera andra värdetransportörer